# روبرت أبرامز
روبرت أبرامز هو محامي وسياسي أمريكي، ولد في 4 يوليو 1938 في ذا برونكس في الولايات المتحدة. نشط حزبياً في الحزب الديمقراطي. وقد انتخب عضو جمعية ولاية نيويورك ‏ وانتخب النائب العام لنيويورك ‏ (1979 – 31 ديسمبر 1993).